# Pulversheim
Pulversheim ist eine französische Gemeinde mit 3075 Einwohnern (Stand 1. Januar 2022) im Département Haut-Rhin in der Region Grand Est (bis 2015 Elsass).

## Geografie
Pulversheim liegt etwa 13 km nördlich von Mülhausen. Dort verläuft die Départementsstraße D 2, die im Ort je nach Abschnitt Route d'Ensisheim (nordöstlich) oder Route de Cernay (südwestlich) heißt. Nachbargemeinden von Pulversheim sind Ungersheim im Norden, Ensisheim im Osten, Ruelisheim im Südosten, Wittenheim und Wittelsheim im Süden, Staffelfelden im Westen und Bollwiller im Nordwesten.

## Geschichte
Der Ort wechselte wiederholt seinen Namen. Im 8. Jahrhundert hieß er „Wolfrigesheim“ respektive „Wolfriegeshaim“ – die Orthografie war nicht einheitlich. Wiederholt wurde die Schreibweise abgeändert – aus „Wolf“ wurde auch „Wulf“. Bekannt ist, dass das spätere Pulversheim von 1369 bis 1506 „Bulffersheim“ und um 1544 Wulfersheim hieß und um 1725 schon seinen heutigen Namen trug. 
Bis zum Ende des 19. Jahrhunderts war die Gemeinde ein Bauerndorf. Inzwischen ist Pulversheim zu einer kleinen Stadt mit rund 2900 Einwohnern – sie nennen sich Pulversheimois oder Pulversheimoises – angewachsen, was zu Beginn des 20. Jahrhunderts vor allem dem Kaliabbau zu verdanken war. 
Im Jahr 1904 wurden im südlichen Elsass bei Erkundungsbohrungen nach Erdöl in etwa 600 Meter Tiefe umfangreiche Kalivorkommen entdeckt. Nachdem im Grenzgebiet zwischen Pulversheim und Ungersheim die erste Grube Rudolph 1" (Rodolphe 1) 1913 in Betrieb genommen worden war, begann 1928 auch die Grube Rudolph II (Rodolphe 2) die Förderarbeit und es wurde auf der Straße in Richtung Bollwiller die Arbeitersiedlung Cité Alex errichtet. Im Jahr 1950 wurden in den zwei Rudolph-Minen ca. 1600 Arbeiter beschäftigt. Nach 1976 wird der Kaliabbau jedoch nach und nach eingeschränkt, ab 1980 werden die Gruben stillgelegt. 1987 wird das Areal an das ebenfalls dort sich befindliche Freilichtmuseum Écomusée d’Alsace abgegeben, das eine Rekonstruktion als historische Kaliminenstätte in Angriff nimmt, was ab 1994 durch die Groupe Rodolphe fortgesetzt wird.
Die Industrie hat sich vor allem im 20. Jahrhundert mit verschiedenen Wirtschaftszweigen angesiedelt. Nach dem Ende des Kalibergbaus hat insbesondere die  Automobilindustrie (Peugeot) größere Bedeutung.

## Bevölkerungsentwicklung
| Jahr      | 1790 | 1830 | 1913 | 1936 | 1962 | 1968 | 1975 | 1982 | 1990 | 1999 | 2007 | 2011 | 2014 |
| --------- | ---- | ---- | ---- | ---- | ---- | ---- | ---- | ---- | ---- | ---- | ---- | ---- | ---- |
| Einwohner | 150  | 347  | 260  | 675  | 1729 | 1856 | 2130 | 2006 | 2021 | 2266 | 2819 | 2910 | 2929 |

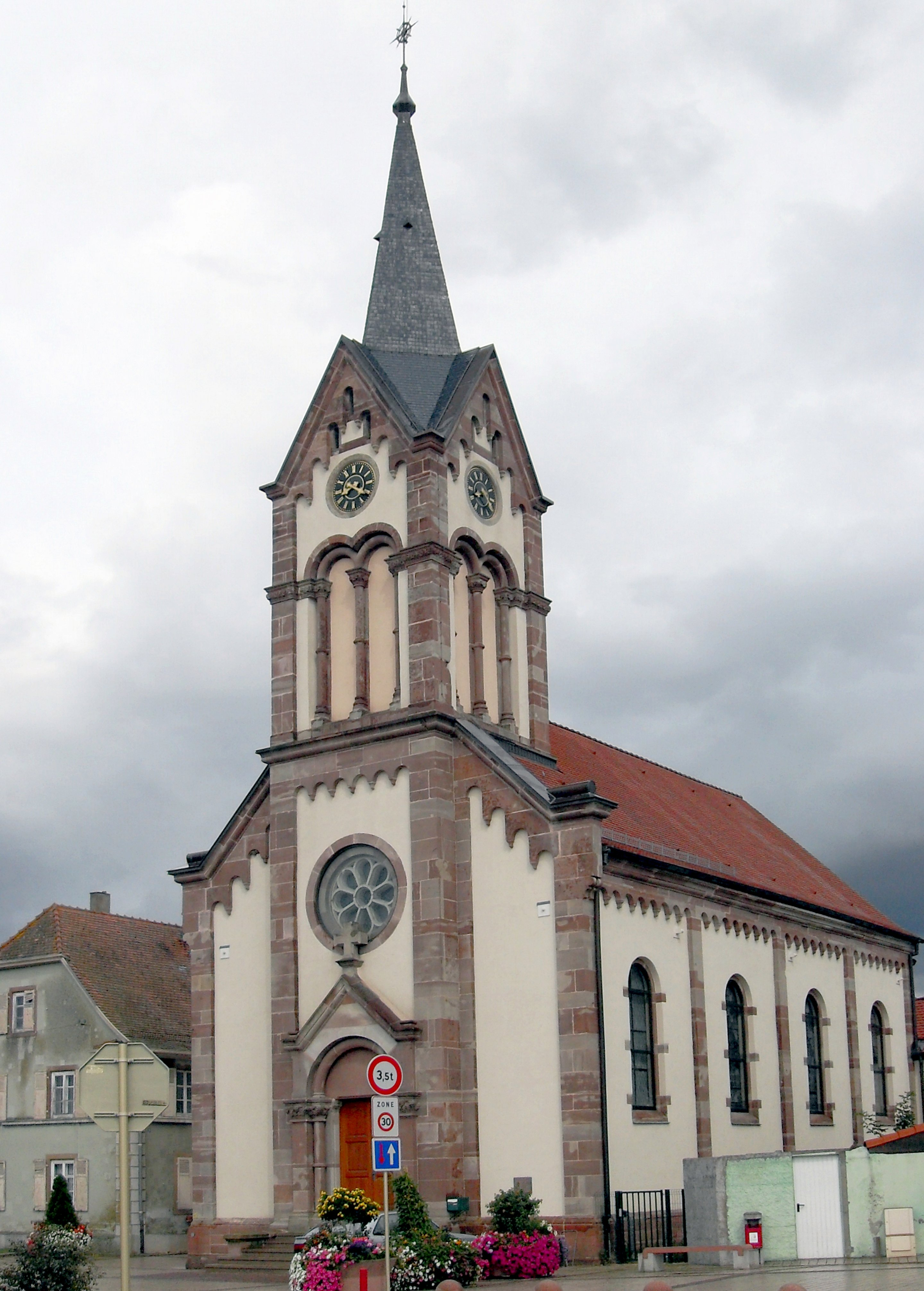
Kirche Saint-Étienne
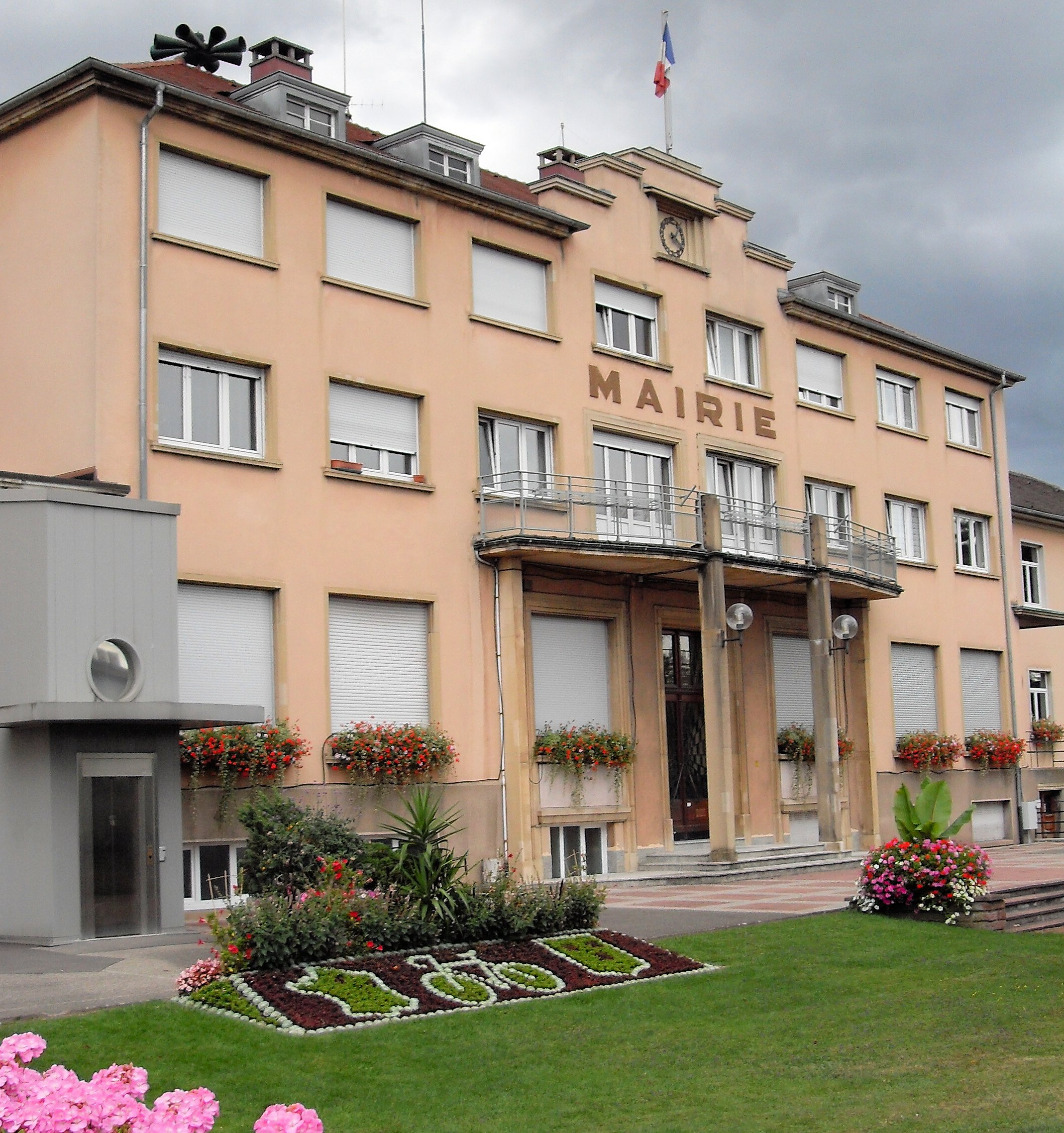
Mairie (Rathaus)
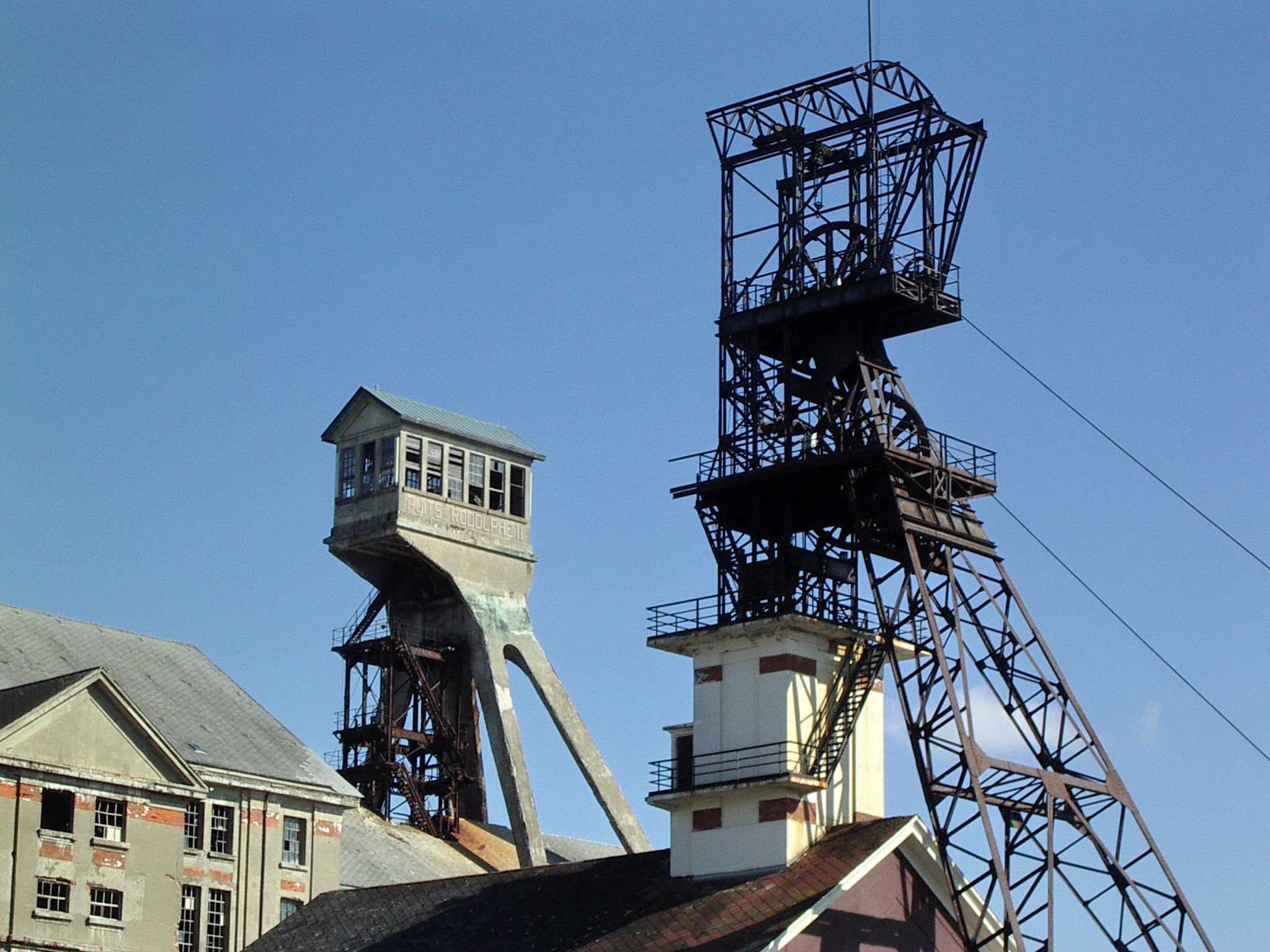
Türme der Gruben Rudolph 1 und Rudolph 2